# 陈家河镇
陈家河镇，是中华人民共和国湖南省张家界市桑植县下辖的一个乡镇级行政单位。

## 行政区划
陈家河镇下辖以下地区：
桥头社区、黄木潭社区、蔡家坪村、毛塔村、周家弯村、陈家湾村、袁家坪村、刘家湾村、彭家塔村、新街村、二洞坪村、剖腹溪村、唐家坪村、陈家河村、干溪村、龙潭沟村、厂湾村、吴家湾村、苍关峪村、半溪村、肖家坪村和三兰子村。